# Al-Rai TV
 (janvier 2018).
Al-Rai TV (arabe : قناة الراي) est une chaîne de télévision koweïtienne par satellite qui a diffusé sa première émission en 2004. Cette chaîne de télévision est regardée par plus de 20 millions téléspectateurs de pays arabes et notamment du Koweit.

## Présentateurs
- Hashem Asad Allah
- Abdoullah Mall Allah
- Ahmad Mall Allah
- Samirah Abdoullah